# Большие Ирдяги

## Большие Ирдяги
Расположено рядом с озером Малые Ирдяги, соединено с ним протокой
Входит в систему Ирдягинских озёр, популярно среди рыбаков и туристов

## География
Находится в 2 км от озера Увильды
Ближайшие населённые пункты: сёла Губернское и Кузнецкое
Координаты: 55°30′ с.ш. 60°36′ в.д.
Площадь: около 6,5 км²
Глубина: средняя 2-4 м, максимальная до 5 м
Высота над уровнем моря: 272 м

## Гидрология
Пресноводное озеро с хорошей прозрачностью воды
Берега пологие, местами заболоченные
Впадает несколько небольших ручьёв, вытекает река Зюзелга

## Флора и фауна
Обитают щука, окунь, плотва, лещ, карась, рипус
Берега покрыты смешанным лесом и луговой растительностью

## Рыбалка и отдых
Популярное место для летней и зимней рыбалки
Имеются оборудованные места для кемпинга
Водится крупный лещ и щука

## Особенности
На южном берегу сохранились старые рыбацкие стоянки
В советское время проводилось зарыбление ценными породами
Чище и глубже чем Малые Ирдяги

## Происхождение названия
Как и Малые Ирдяги, получило название от тюркского слова "Ирдеген"
Местные жители иногда называют просто "Ирдяги"